# Friedhelm Simelka
Friedhelm Simelka (* 23. August 1932 in Bochum; † 8. November 2008 ebenda) war ein deutscher Politiker der SPD.

## Ausbildung und Beruf
Nach dem Besuch der Volksschule und des Gymnasiums absolvierte Friedhelm Simelka ein Studium der Wirtschaftswissenschaften und der -pädagogik in Bonn und Köln. 1958 und 1961 legte er die Examina als Diplom-Handelslehrer und Diplom-Kaufmann ab. Von 1958 bis 1959 war er Handelslehramtskandidat. 1959 bis 1962 arbeitete er als Handelsoberlehrer in Herne. Ab 1962 war er Lehrer.

## Politik
Friedhelm Simelka war ab 1955 Mitglied der SPD. Er wurde Mitglied des Kreisverbandsvorstandes. Mitglied der Sozialistischen Jugendbewegung "Die Falken" war er ab 1946 und von 1954 bis 1956 fungierte er als Landesverbandsvorsitzender des Sozialistischen Deutschen Studentenbundes. Ab 1958 war er Mitglied der Gewerkschaft Erziehung und Wissenschaft, der IG Metall ab 1963.
Friedhelm Simelka war vom 25. Juli 1966 bis zum 27. Mai 1975 direkt gewähltes Mitglied des 6. und 7. Landtages von Nordrhein-Westfalen für den Wahlkreis 105 Bochum I. Simelka war von März 1971 bis Mai 1975 Stellvertretender Vorsitzender der SPD-Landtagsfraktion.